# Sadjoavato
Sadjoavato är en ort i Madagaskar.   Den ligger i regionen Diana, i den norra delen av landet, 700 km norr om huvudstaden Antananarivo. Sadjoavato ligger 268 meter över havet och antalet invånare är 7 600.
Terrängen runt Sadjoavato är kuperad åt sydväst, men åt nordost är den platt. Runt Sadjoavato är det ganska glesbefolkat, med 26 invånare per kvadratkilometer. Närmaste större samhälle är Anivorano Avaratra, 18,1 km sydväst om Sadjoavato. Omgivningarna runt Sadjoavato är huvudsakligen savann.